# Andreas Weber-Schäfer
Andreas Weber-Schäfer (* 1939 in Heidelberg) ist ein deutscher Hörspielregisseur.

## Karriere
Er arbeitete zunächst am Theater. Anfang der 1960er Jahre wechselte er zum Hörspiel. Weber-Schäfer ist überwiegend als Regisseur, aber auch als Autor, Übersetzer und Bearbeiter tätig. Bis heute war er an mehr als 300 Produktionen beteiligt. Andreas Weber-Schäfer hat sich vor allem mit Science-Fiction-Hörspielen einen Namen gemacht.

## Filmografie
Als Schauspieler:
- 1961: Unternehmen Kummerkasten (Fernsehserie, 4 Folgen) – Regie: Albert Loesnau

## Hörspiele (Auswahl)

### Sprecher und Regieassistenz
- 1963: Karl Heinz Köhn: De Wiespahl lüggt (nur Regieassistenz) – Regie: Hans-Jürgen Ott
- 1963: Fritz Völker: Jan Meier sien tweeten Bruusjahren (nur Regieassistenz) – Regie: Bernd Wiegmann
- 1963: Corinne Pulver: Requiem für einen Bullen (nur Regieassistenz) – Regie: Friedhelm Ortmann
- 1963: Otto Heinrich Kühner: Besichtigung einer Stadt (nur Regieassistenz) – Regie: Miklós Konkoly
- 1963: Hans Günter Michelsen: Stienz – Regie: Hans Günter Michelsen
- 1964: Heinrich von Loesch: Hoffnung – Regie: Irmfried Wilimzig
- 1964: Karel Cop: Uhrentick – Regie: Horst Loebe
- 1964: Walter Volbehr: Droom an’n Hilligabend (nur Regieassistenz) – Regie: Erich Keddy
- 1965: Heinrich Schmidt-Barrien: Besök von gistern (nur Regieassistenz) – Regie: Hans Robert Helms
- 1965: Kay Hoff: Dissonanzen (3. Folge: Moment) (nur als Sprecher gelistet) – Regie: Rudolf Debiel
- 1965: Ephraim Kishon: Blick hinter die Kulissen – Regie: Horst Loebe
- 1965: Edoardo Anton: Tod eines Prachtfinken – Regie: Cläre Schimmel
- 1965: Friedrich Lindemann: In Luuv un Lee de Leev (nur Regieassistenz) – Regie: Dieter Ehlers
- 1965: Gérard Guillot: UC III, Allee 2 – Regie: Curt Goetz-Pflug
- 1965: Otto Suhling: Reportagen aus dem Jahre 2015 (4. Folge: Lehrer aus der Konserve) – Regie: Bernd Wiegmann

### Regie
- 1966: Jacques Fayet: Scharfe Schüsse
- 1967: Jean Grimod: Aus Studio 13: In der Falle
- 1967: Dulcie Gray: Aus Studio 13: Gefährliche Flitterwochen
- 1967: Wolfgang Altendorf: Gewitterwochen
- 1967: Angus MacVicar: Aus Studio 13: Hammer des Todes
- 1968: Claude Dufrêsne: Mord in Hollywood
- 1968: Horst Zahlten: Phantastik aus Studio 13 (Science Fiction im Hörfunk): Experten
- 1969: Hermann Ebeling: Phantastik aus Studio 13 (Science Fiction als Radiospiel): Der Konzern
- 1969: Theodore Sturgeon: Der Fremde
- 1969: Isaac Asimov: Der Gouverneur ist zu perfekt
- 1970: Ardrey Marshall: Gehirn Nr. 45
- 1970: Horst Zahlten: Das verlorene Jahrtausend
- 1970: Poul Anderson: Der Märtyrer
- 1970: Alain Franck: Aus Studio 13: Akt der Verzweiflung
- 1971: Alain Franck: Achtung! Gefährliches Laboratorium (auch Sprecher)
- 1971: Horst Zahlten: Zeus und Genossen
- 1972: Diana und Meir Gillon: Aus Studio 13: Welt ohne Schlaf
- 1973: Eva Maria Mudrich: Science-Fiction als Radiospiel: Das Glück von Ferida
- 1973: Horst Zahlten: Der Unentbehrliche
- 1973: Karl Richard Tschon: Ein Königreich für ein Herz
- 1974: Eva Maria Mudrich: Abschied von Jeanette Claude
- 1974: Stanisław Lem: Rückkehr zur Erde
- 1975: Winfried Göpfert: Am Ende der Zukunft – Vorsicht: Sackgasse
- 1975: Walter Knaus: Gestrandet (auch Sprecher)
- 1976: Paul Schick: Der drei Könige Besuch im Morgen. Nach einer Idee von Rudolf Stähle
- 1976: Hermann Ebeling: Ein Experiment des Dr. E. über die Bewohnbarkeit der Hölle
- 1977: Hans Peter Preßmar: Bürger Z 56 00 31 B Drückt seinen Knopf nicht mehr
- 1977: Allan Wells: Aus Studio 13: Mann über Bord
- 1977: Pierre Louis Boileau, Raymond Narcéjac: Die Comtesse
- 1978: Michael Dines: Aus Studio 13: Akt der Gewalt
- 1978: Paul Schick: Zum König von Portugal. Bilder aus der Geschichte am Oberrhein: 1688
- 1979: Jan Weiss: Science Fiction als Radiospiel: Babel 1929 – Die Abenteuer eines Traumdetektivs (Haus der tausend Stockwerke)
- 1979: Peter Dahl: Junge Frau von 1944
- 1980: Hadrian Rogers: Motive für einen Mord. Kriminalstück
- 1980: Max Rudolf: Ein Oberst mit Zahnweh
- 1981: Alfred Bergmann: Das Märchen vom Lande der Blinden, in dem der Einäugige König sein soll
- 1981: Eva Maria Mudrich: Science fiction als Radiospiel: Krokodile sind auch nicht mehr das, was sie mal waren!
- 1982: Olwynne MacRae: Aus Studio 13: Der stumme Mund
- 1983: Fitzgerald Kusz: Die schönen Seiten des Lebens
- 1984: Klas Ewert Everwyn: Ende eines Störfalls
- 1984: Ekkes Frank: Das Glück der Erinnerung
- 1985: Hermann Ebeling: Edit – Große Schwester
- 1985: Nikolai von Michalewsky: Bei Bildausfall Mord
- 1985: Lothar Streblow: Science fiction als Radiospiel: Die lautlose Invasion
- 1986: Eike Barmeyer: Es folgt die Tagesschau
- 1986: Lothar Streblow: Science fiction als Radiospiel: Einige tausend Jahre danach
- 1987: Nelson Bond: Sternenvogel
- 1987: Hermann Ebeling: Science fiction als Radiospiel: Die Zukunftsfalle (Ein Fall für Weltraumdetektiv Q. Kuhlmann)
- 1988: Ekkes Frank: Science fiction als Radiospiel: Die drei von draußen
- 1988: Hans Joachim Alpers: Science fiction als Radiospiel: Der Tote im Transmitter
- 1989: Eva Maria Mudrich: Science fiction als Radiospiel: Nachtschicht
- 1989: Ekkes Frank: Science fiction als Radiospiel: Das Diktat der Transhumanen
- 1989: Werner Zillig: Science fiction als Radiospiel: Die Möglichkeiten von Fiesole
- 1990: Dieter Hasselblatt: Science fiction als Radiospiel: Zreitseln – Tolomoquinkolom (auch Bearbeitung (Wort))
- 1990: Steve Gallagher: Science fiction als Radiospiel: Prometheus 2000
- 1991: Amanda Prantera: Science fiction als Radiospiel: Das Lord-Byron-Projekt
- 1991: Hans Joachim Alpers: Science fiction als Radiospiel: Hinter den Masken
- 1992: Michael F. Flynn: Science Fiction als Radiospiel: Eifelheim
- 1992: Donovan O’Malley: Science Fiction als Radiospiel: Instruktionen
- 1992: Werner Zillig: Science Fiction als Radiospiel: Sorglers Rückkehr
- 1992: Hans Joachim Alpers, Florian F. Marzin: Science Fiction als Radiospiel: Geisterfahrer
- 1993: Paul Thain: Aus Studio 13 (Science Fiction als Radiospiel): Die Glücksmaschine
- 1993: James Gunn: Science Fiction als Radiospiel: Spacebound
- 1993: Wolfgang Jeschke: Science Fiction als Radiospiel: Der Wald schlägt zurück
- 1993: Eike Gallwitz: Science Fiction als Radiospiel: Der Trank des Schweigens
- 1994: Jiri Ort: Phantastik aus Studio 13: Blick aus dem Jenseits
- 1994: Hermann Ebeling: Phantastik aus Studio 13: IMAGO, die Geschöpfe des Jüngsten Tages
- 1995: Hans Joachim Alpers: Phantastik aus Studio 13: Zwei schwarze Männer graben ein Haus für dich
- 1995: Eike Gallwitz: Phantastik aus Studio 13: Das Puppenhaus
- 1996: Eike Gallwitz: Phantastik aus Studio 13: Das Schleierkind
- 1996: Gustav Meyrink: Phantastik aus Studio 13: Der Golem (3 Teile)
- 1997: H. P. Lovecraft: Phantastik aus Studio 13: Cthulhu
- 1997: Chris Brohm: Phantastik aus Studio 13: Brille Fatal
- 1998: Don Taylor: Phantastik Aus Studio 13: Landhaus mit Vergangenheit
- 1999: Jiri Ort: Todessonate
- 2001: Kerstin Kramer: Die Tote im Schwimmbad
- 2002: Birgit Koch, Martin Schley: Elfriede. Alemannisches Hörspiel
- 2002: Ernst Elias Niebergall: Der Datterich
- 2003: Ernst Elias Niebergall: Der tolle Hund oder Des Burschen Heimkehr
- 2004: David Kalisch: Die Mützenmacher. Nach einer Altberliner Posse aus dem Jahr 1846